# القشعة (الملاح)

تعديل مصدري - تعديل

القشعة هي إحدى قرى عزلة الملاح بمديرية الملاح التابعة لمحافظة لحج، بلغ تعداد سكانها 1940 نسمة حسب تعداد اليمن لعام 2004.